# 碧血洗銀槍
《碧血洗銀槍》為古龍晚期作品，1976年9月至1977年2月〈中國時報〉連載，1976年南琪出版或1979年3月桂冠出版。

## 故事大綱
寒梅谷碧玉山莊的莊主要為她的女兒擇婿，因而邀請了「武林四公子」杜青蓮、沈紅葉、馬如龍、邱鳳城四人，要從四人當中選一位做碧玉山莊的女婿，然而到了寒梅谷後杜青蓮和沈紅葉相繼遭到毒殺，而邱鳳城因不想辜負情人小婉因而挖洞準備自殺，因此馬如龍成為最大的嫌疑犯，馬如龍解釋不清因而展開逃亡，途中他救下一名醜陋的女子名大婉，大婉雖處處刁難馬如龍，卻也幫助他一步步尋找想陷害他的幕後黑手，而查到最後幕後黑手竟是邱鳳城，他已計畫好一切，準備稱霸武林，但陰謀仍被馬如龍和大婉識破。

## 主要人物
- 馬如龍：武林四公子之一，天馬堂長公子，綽號白馬公子，性格高傲不可一世。受碧玉夫人之邀到寒梅谷，卻目睹杜青蓮與沈紅葉之死，無法解釋的馬如龍成為眾矢之的，不得已下展開逃亡，途中他救下一名醜陋女子自稱大婉，也交上朋友大盜「翻天覆地」鐵震天，經歷了他終生未想過的遭遇，也改變了原本的個性。大婉灑潑時他處處忍讓大婉，在大婉的幫忙下抽絲剝繭的找到兇手就是邱鳳城。
- 大婉：因喝酒愛用大碗而自稱。外表極為醜陋，但她埋在雪地時馬如龍還是救下她，之後數度幫他脫險。事實上她出身碧玉山莊，與碧玉山莊千金謝玉侖從小一起長大。大婉受碧玉夫人之託前往寒梅谷看到事情發生的過程，她認為巧合太多覺得有異，因此開始調查，並試探馬如龍的為人，試探成功後她開始協助馬如龍一步步的找到邱鳳城。
- 謝玉侖：碧玉山莊千金，與大婉從小一起長大，兩人情同姊妹。大婉離開碧玉山莊調查時她也出來尋找大婉，卻被大婉制住，遭到巧手玲瓏玉玲瓏的化妝成一名病婦，實際上是個美人，與馬如龍相處了一段時間，也相信了馬如龍的為人，幫忙馬如龍與大婉一同揭開事情的真相。
- 邱鳳城：綽號銀槍公子，以家傳銀槍行走江湖。在被碧玉夫人邀請至寒梅谷時在地上挖了洞，表示自己有情人小婉，若碧玉夫人選他作女婿的話就要自盡，因此在杜青蓮和沈紅葉被毒殺時排除了嫌疑，然而馬如龍潛到邱鳳城與小婉的居所時親眼見到他掐死小婉，並對馬如龍說出陰謀，之後假意服毒自盡（隨即被人救活）而嫁禍於馬如龍，這時所有人仍不相信馬如龍，然而之後他自稱是俞五的弟弟俞六，被謝玉侖戳破謊言，得到應有的制裁。

## 次要人物
- 俞五：綽號破碗，是丐幫幫主，對生活起居相當講究，雖然丐幫幫主，但衣著整齊，只是喜歡用破碗喝酒。因為是丐幫幫主，耳目極廣，在大婉帶馬如龍去找他表示想找到小婉時馬上就替他找到小婉，之後也受大婉之託幫助他甚多。
- 玉玲瓏；綽號玲瓏玉手，是江湖上相當有名的人物，行蹤飄忽，雖然年紀甚大，卻還是喜歡人稱她大小姐。擅長易容術，可以把任何人變的和原來的樣子完全不同，大婉請俞五去找她，請他幫忙將馬如龍和謝玉侖易容，之後也協助眾人脫險。
- 小婉：姓蘇，是邱鳳城的情人，原本出身青樓，邱鳳城幫他買房子還將他贖身，然而邱鳳城竟在馬如龍面前突然掐死她，馬如龍才知道小婉只是邱鳳城的其中一個棋子。
- 絕大師：出身少林寺，做人絕、行事絕，嫉惡如仇，然而也常誤會人，鐵震天就是其中之一。
- 馮超凡：綽號奉天大俠，曾與邱鳳城之父一起討伐長白群熊，看到杜青蓮和沈紅葉被毒殺，和絕大師都認為出自馬如龍之手，與絕大師開始追殺他。後來遭被邱鳳城收買的彭天高殺害。
- 鐵震天：綽號翻天覆地，是個橫行江湖的大盜，殺人如草芥，被陷害好幾次。卻中了絕大師的三陽絕戶手，傷者會全身脫水皮膚皸裂，只能吃鹽，吃越多鹽水也喝越多，最後全身乾裂而死，只有碧玉山莊的碧玉珠可以救，因為他到馬如龍藏身的雜貨店買鹽和馬如龍成為朋友，大婉也因為馬如龍出手治好了他的三陽絕戶手。
- 彭天霸：五虎斷門刀彭家傳人，和絕大師、馮超凡一同到寒梅谷，以為馬如龍殺害杜青蓮和沈紅葉，開始追殺馬如龍，卻在馬如龍與大婉藏身的破廟外被自己庶出的弟弟彭天高殺害。
- 無十三：江湖上神秘人物，二十年前挑戰各大高手贏了之後突然消失。性格瘋癲，行事反覆，讓馮超凡與絕大師嚇得聞風喪膽。其實是碧玉夫人的兄弟，謝玉侖的舅舅，在得知自己的身世後悲憤異常，自稱無十三，意指無父無母無兄無弟無姐無妹無子無女無妻無友的人。與碧玉夫人鑋戰後敗下，碧玉夫人將他放逐到死谷，在死谷時遇到有野心的邱鳳城，他收邱鳳城為徒，邱鳳城學完他的功夫之後將他殺害，邱鳳城再假扮成無十三，被謝玉侖識破。

## 小說目錄
前言
1. 四公子
2. 殺手
3. 天殺
4. 長夜
5. 大婉
6. 破碗
7. 小婉
8. 私情
9. 患難見真情
10. 問題
11. 吊刑
12. 苯莉花
13. 賣花女
14. 絕人絕事
15. 玲瓏玉手
16. 雜貨店
17. 有所不為
18. 吃鹽的人
19. 有所必為
20. 別無選擇
21. 義無反顧
22. 綠霧非霧
23. 不老實的老實人
24. 老主顧與大主顧
25. 死巷
26. 死地
27. 黑石
28. 死谷傳奇
29. 盛宴
30. 裁縫
31. 神奇的裁縫
32. 嚇人的手
33. 洞中
34. 華屋惡夜
35. 惡夜驚魂
36. 三更後
37. 死谷
38. 疑雲重重
39. 解答

尾声

## 改編成影視作品
- 1980年台灣電影《碧血洗銀槍》，由田鵬、田鶴、孟飛、宗華主演。
- 1984年香港無綫電視劇集《碧血洗銀槍》，由陶大宇主演。